# Бицадзе, Андрей Васильевич
Андре́й Васи́льевич Бица́дзе (груз. ანდრია ვასილის ძე ბიწაძე, 9 (22) мая 1916, село Цхруквети, Шорапанский уезд, Кутаисская губерния — 6 апреля 1994, Москва) ― советский математик и механик, член-корреспондент АН СССР (1958), член-корреспондент РАН (1991), академик Академии наук Грузинской ССР (1969). Член КПСС.

## Биография
Родился в крестьянской семье. Его отец обеспечил сыну хорошее домашнее воспитание и образование, поддержал рано проявившийся интерес сына к знаниям. Трудовая деятельность Андрея началась очень рано. Окончив Чиатурский педагогический техникум (1931), уже в 16 лет он преподавал математику и физику в сельских школах. С 1935 по 1940 годы учился на физико-математическом факультете Тбилисском университете (ТГУ), который окончил с отличием по специальности «математика».
В 1940 г. поступил в аспирантуру Тбилисского математического института АН Грузинской ССР, одновременно преподавал в ТГУ (до 1949 года). В 1948 г. зачислен в докторантуру Математического института им. Стеклова (МИАН); после защиты докторской диссертации стал старшим научным сотрудником МИАН. В 1958 г. избран членом-корреспондентом АН СССР, в 1969 г. — действительным членом Академии наук Грузинской ССР.
В 1955 году подписал «Письмо трёхсот».
С 1959 по 1971 годы возглавлял отдел общей теории функций в Институте математики Сибирского отделения АН СССР и одновременно заведовал кафедрой высшей математики (с 1959) и кафедрой теории функций (с 1962) в Новосибирском государственном университете. Также являлся 1 секретарем партбюро НГУ, Сектор деятельности — организационные вопросы и руководство комсомольской организацией НГУ.
Внёс большой вклад в теорию многомерных сингулярных интегральных уравнений, увязав эту теорию с фундаментальными задачами теории уравнений в частных производных. Также, ему принадлежат важные научные достижения в теории гиперболических систем, теории нелокальных краевых задач, теории квазилинейных уравнений и систем в частных производных, моделирующих многие явления, возникающие в естествознании, физике и технике.
В июле 1971 г. по решению Президиума АН СССР переведён в Москву на должность заведующего отделом дифференциальных уравнений в частных производных МИАН. В течение ряда лет возглавлял кафедру высшей математики МИФИ; в 1979—1983 гг. был научным руководителем Института прикладной математики им. Векуа (в Тбилиси). Профессор МГУ с 1984 г. На факультете ВМК МГУ читал курс «Дополнительные главы уравнений в частных производных». Написал ряд учебных пособий по этому курсу.
Являлся научным руководителем Института прикладной математики и автоматизации Кабардино-Балкарского научного центра РАН (1991—1994). Работал по совместительству профессором кафедры общей математики факультета ВМК МГУ им. М. В. Ломоносова, где читал курс «Дополнительные главы уравнений в частных производных».

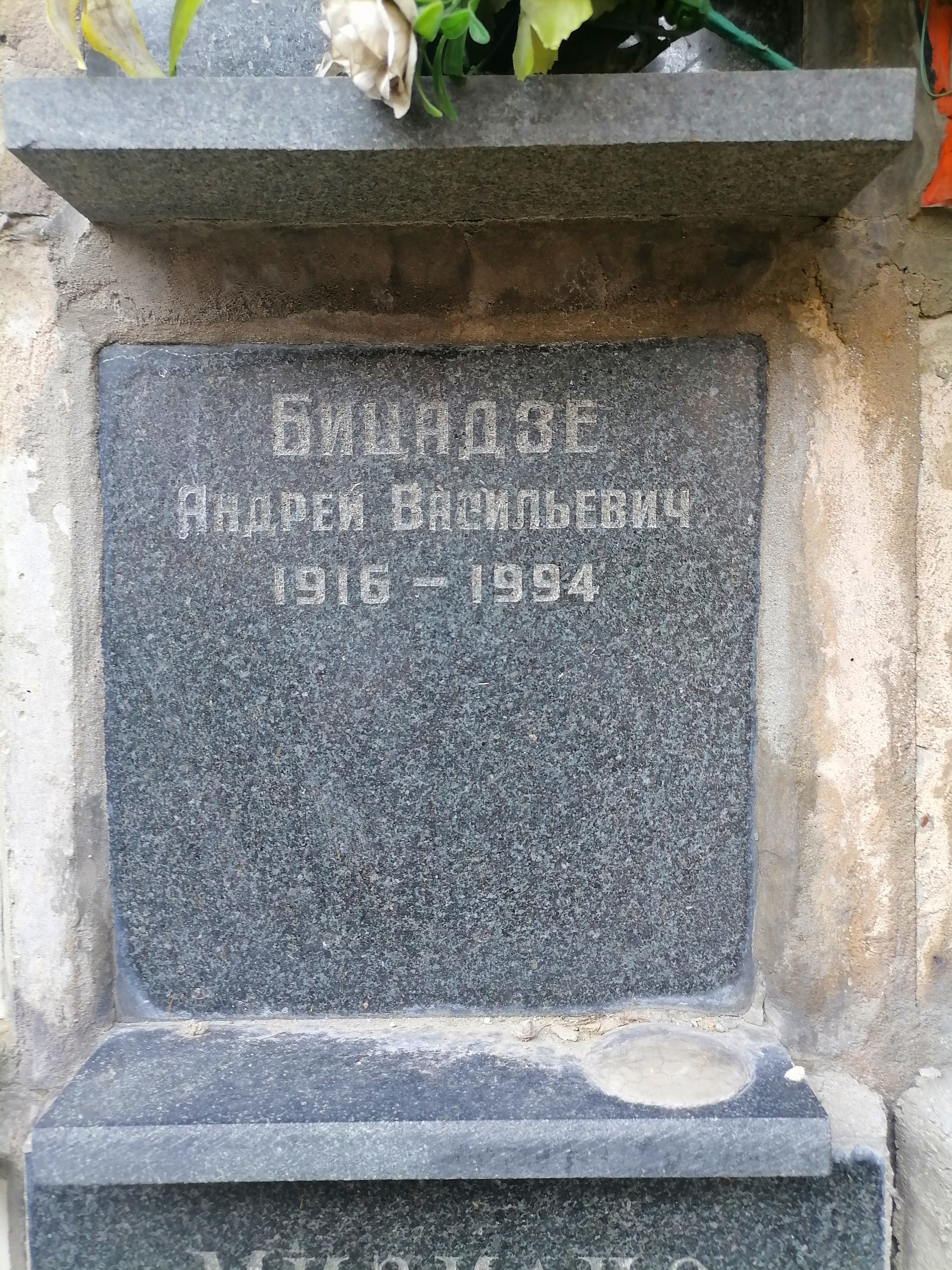
Захоронение на Донском кладбище

Скончался 6 апреля 1994 г., урна с прахом находится в колумбарии Донского кладбища (колумбарий 22, секция 26)

## Научные труды
Основные труды — по математической теории упругости, теории функций, теории уравнений смешанного типа, теории краевых задач для эллиптических систем уравнений, теории интегральных уравнений. Внёс существенный вклад в газовую динамику, исследуя околозвуковые течения газа. Совместно с А. А. Самарским изучал краевые задачи для эллиптических уравнений с нелокальными граничными условиями, которые впоследствии получили название  «нелокальные условия типа Бицадзе-Самарского». Разработал метод построения точных решений квазилинейных уравнений и систем уравнений в частных производных .
А. В. Бицадзе относят к плеяде воспитанников научной школы академика Михаила Алексеевича Лаврентьева; известны их работы в соавторстве, одно из дифференциальных уравнений в частных производных получило наименование уравнения Лаврентьева — Бицадзе. В 5-томной «Математической энциклопедии» (т. 2, стб. 499) имеется статья «Уравнение Бицадзе».

## Награды
Орден Ленина, орден Октябрьской Революции, два ордена Трудового Красного Знамени; медали; лауреат премии им. Н. И. Мусхелишвили; заслуженный деятель науки Грузинской ССР; почётный гражданин города Чиатура.